# Бериша, Коле
Коле Бериша (алб. Kolë Berisha; 26 октября 1947 — 29 августа 2021, Приштина, Косово) — косовский политик.

## Биография
Получил юридическое образование в Приштинском университете.
Он работал преподавателем колледжа «Луидь Гуракучи» в городе Клина.
Бериша являлся заместителем лидера Демократической лиги Косово.
Председатель Ассамблеи Косово с марта 2006 года по декабрь 2007 года.
Был женат, имел двоих детей.